# 대전서부경찰서
대전서부경찰서(大田西部警察署, Daejeon Seobu Police Station)는 대전광역시경찰청이 관할하는 경찰서 중 하나이다.대전광역시 서구 일부 지역을 관할한다. 대전광역시 서구 복수서로 47(복수동)에 위치하고 있다.
서장은 총경으로 보한다.

## 연혁
- 1947년 12월 26일: 제16구경찰서 개서
- 1950년 2월 7일: 유성경찰서로 변경
- 1970년 8월 6일: 대전서부경찰서로 변경
- 2003년 12월 15일: 현재의 위치로 이전

## 관할 파출소 및 지구대
대전서부경찰서는 3개의 지구대와 1개의 파출소를 산하에 두고 있다.
| 명칭         | 주소           | 관할구역                                                                                | 치안센터      |
| ------------ | -------------- | --------------------------------------------------------------------------------------- | ------------- |
| 도마지구대   | 계백로 1366    | 도마1·2동, 복수동                                                                       | 도마1치안센터 |
| 내동지구대   | 갈마로 246     | 내동, 가장동, 괴정동, 변동, 용문동                                                      | 용문치안센터  |
| 구봉지구대   | 구봉마을2길 28 | 관저1·2동, 흑석동, 매노동, 산직동, 장안동, 평촌동, 오동, 우명동, 원정동, 용천동, 봉곡동 |               |
| 가수원파출소 | 용소로40길 7   | 가수원동, 도안동, 정림동, 괴곡동                                                        | 정림치안센터  |

## 같이 보기
- 대전광역시경찰청